# Mai Hương
Phạm Thị Mai Hương (8 tháng 12 năm 1941  – 29 tháng 11 năm 2020) là một ca sĩ nhạc tiền chiến trước năm 1975, đồng thời bà cũng được biết đến là cháu ruột của nữ danh ca Thái Thanh.

## Cuộc đời và sự nghiệp
Phạm Thị Mai Hương, sinh ngày 8 tháng 12 năm 1941 tại Đà Nẵng, cha bà là Phạm Đình Sĩ và mẹ là nữ kịch sĩ Kiều Hạnh. Bà được biết đến là cháu ruột của nữ ca sĩ Thái Thanh, do cha bà là anh trai của Thái Hằng, Thái Thanh, Phạm Đình Chương, Hoài Trung,... Cha bà do là công chức ngành thuế nên thường xuyên hoán chuyển công tác, nên những người em của bà sau này, bao gồm Bạch Tuyết và Phạm Lạng Sơn đều lần lượt sinh ra tại Đà Nẵng và Lạng Sơn.
Cuối năm 1951, từ Hà Nội, cả gia đình Mai Hương đều chuyển vào Sài Gòn sinh sống. Mai Hương học tại trường đạo Thánh Linh tư thục, sau đó chuyển về học tại trường Nguyễn Bá Tòng. Tuy học ở trường đạo Thiên Chúa, nhưng Mai Hương không theo bất kỳ một tôn giáo nào. Được sự khuyến khích của cô ruột là Thái Thanh, Mai Hương tham gia cuộc thi tuyển lựa ca sĩ do Đài phát thanh Pháp Á tổ chức. Trên sân khấu, bà hát bài "Chú cuội" của Phạm Duy và "Xuân và tuổi trẻ" của La Hối.
Sau cuộc thi, bà được đưa về ban Thiếu sinh nhi đồng của nữ ca sĩ Minh Trang, sau này do nữ kịch sĩ Kiều Hạnh tiếp quản và trở thành ban Tuổi Xanh. Đến khi bà 15 - 16 tuổi, bà chuyển sang hát trên Đài phát thanh Sài Gòn, hát cho ban nhạc của Võ Đức Tuyết, Hoàng Lang, với các ca sĩ như Anh Ngọc, Kim Tước, Châu Hà, Nhật Bằng,... Trên một số tờ nhạc như "Đường chiều sơn cước", "Đường chiều", "Một bài ca", "Lá thư miền Trung", "Nửa đêm ngoài phố", "Tình đầu",...đã dần xuất hiện hình ảnh của cô trên tờ nhạc. Bà thường ít khi đi hát tại vũ trường vì bà muốn tập trung vào tinh thần tác phẩm. Trong thời gian này, bà có học violon với thầy Nhiên, đàn tranh với Nguyễn Hữu Ba và hợp xướng với Hải Linh. Đến năm 1970, bà ký hợp đồng đi hát tại phòng trà Tự Do. Tuy nhiên, bà chỉ hát được vài năm thì phòng trà bị bom làm cho nổ sập.
Ngày 22 tháng 4 năm 1975, bà cùng chồng con di tản lên máy bay sang Hoa Kỳ định cư. Bà cùng với ca sĩ Quỳnh Giao, Kim Tước thành lập lại ban Tiếng Tơ Đồng và cho ra mắt một băng nhạc. Về sau, gia đình bà sinh sống tại Nam California, làm nhân viên ngân hàng cho đến khi nghỉ hưu vào năm 2000.
Năm 1985, cô nghe tin mẹ là nữ kịch sĩ Kiều Hạnh qua đời tại Việt Nam. Bà không thể về Việt Nam, nên chỉ có thể hát bài "Thuyền viễn xứ" trên đài phát thanh hải ngoại.
Bà qua đời vào ngày 29 tháng 11 năm 2020 tại Hoa Kỳ do tuổi cao sức yếu.
Bà kết hôn với ông Trương Dục vào năm 1961 và có 4 người con, tất cả đều không theo nghiệp của cha mẹ.

## Album
- 1982 - Giấc mơ hồi hương
- 1982 - Quanh cội tình không xanh

CD Nhặt cánh sao rơi của Mai Hương.

- 1983 - Hoài Bắc 1: Đôi mắt người Sơn Tây
- 1983 - Hoài Bắc 2: Người đi qua đời tôi
- 1987 - Duyên Anh: Hôn em kỷ niệm
- 1988 - Cung Tiến: Chinh Phụ Ngâm
- 1994 - Diễm Xưa 60: Nhặt cánh sao rơi
- 1995 - Mai Ngọc Khánh 54: Khúc nhạc ly hương
- 1995 - Mai Ngọc Khánh 59: Tình khúc Văn Cao
- 1996 - Diễm Xưa 105: Sérénade
- 1996 - Mai Ngọc Khánh 70: Đi chơi chùa Hương
- 1996 - Tú Quỳnh 86: Tình khúc Dương Thiệu Tước
- 1996 - Tú Quỳnh 93: Mai Hương - Đoàn Chuẩn Từ Linh
- 1996 - Ca Dao: Mặt trời của tôi - Thánh ca
- 1997 - Tú Quỳnh 102: Bóng ngày qua
- 1998 - Diễm Xưa 135: Vàng phai mấy lá
- 1998 - Tìm nhau bốn mùa
- 1999 - Con tạo xoay vần
- 2001 - Lỡ chuyến đò
- 2002 - Diễm Xưa 167: Như ngọn buồn rơi
- 2003 - Em còn nhớ mùa xuân
- 2004 - Trở về dĩ vãng
- 2005 - Thương tình ca